# 다루미즈시
다루미즈시(일본어: 垂水市)는 일본 가고시마현 중부 오스미반도에 있는 시이다.
1987년 오스미선이 폐선되어 시내를 지나는 철도가 사라졌고 최근에는 인구가 감소하면서 과소화가 진행되고 있다.

## 지리
오스미반도 북서부, 가고시마시에서 사쿠라지마섬을 사이에 두고 동쪽 맞은 편에 위치한다. 서부는 가고시마만과 접한다. 중심 시가지는 해안가의 저평지에 발달해 있고 동부의 내륙부는 시라스 대지와 산지로 이루어져 있다. 서쪽으로 인접하는 사쿠라지마섬은 예전에는 섬이었지만 1914년의 대분화로 발생한 용암이 흘러내리면서 다루미즈시와 연결되었다.

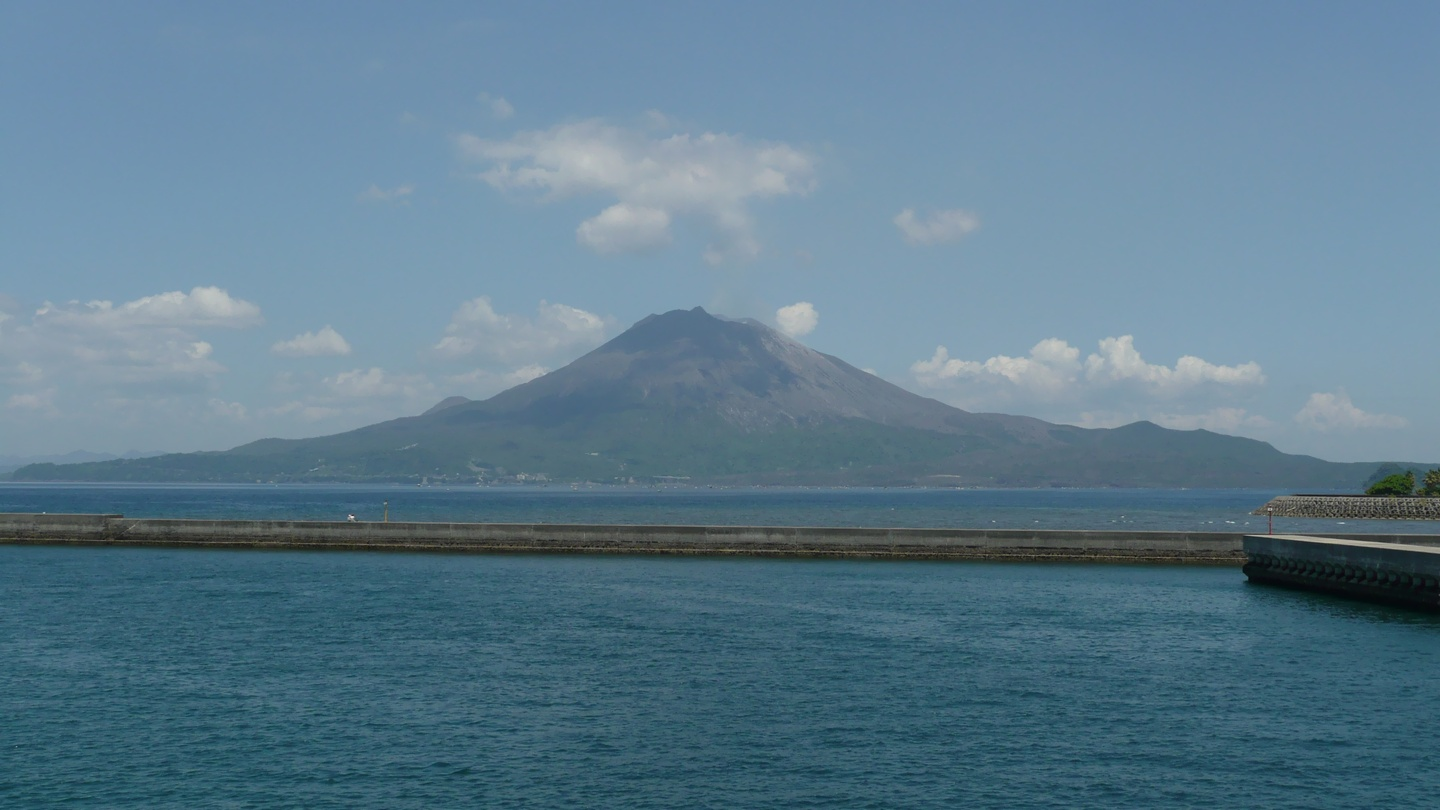
다루미즈항에서 본 사쿠라지마섬

### 인접한 자치체
- 가고시마시
- 가노야시
- 기리시마시

## 역사
- 1889년 4월 1일 - 정촌제 시행으로 현재의 시역에 미나미오스미군 다루미즈촌·우시네촌, 기모쓰키군 신조촌이 성립하였다.
- 1896년 3월 29일 - 군구정촌 편제법 시행으로 미나미오스미군이 기모쓰키군에 편입되었다.
- 1924년 12월 1일 - 다루미즈촌이 정으로 승격해 다루미즈정이 되었다.
- 1955년 1월 10일 - 다루미즈정·신조촌·우시네촌이 합병해 새로운 다루미즈정이 되었다.
- 1958년 10월 1일 - 다루미즈정이 시로 승격해 다루미즈시가 되었다.

## 교통

### 도로
- 국도 220호선
- 국도 224호선